# 1300 Marcelle
1300 Marcelle eller 1934 CL är en asteroid i huvudbältet som upptäcktes 10 februari 1934 av den franske astronomen Guy Reiss vid Algerobservatoriet. Den har fått sitt namn efter upptäckarens dotter Marcelle Reiss.
Asteroiden har en diameter på ungefär 28 kilometer.